# 弗朗切斯科·雷迪
弗朗切斯科·雷迪（Francesco Redi，1626年2月18日—1697年3月1日）是一位意大利醫學家、昆虫学家，以否定無生源論而著名。

## 昆虫学和自然发生说
雷迪最有名的贡献是1668年在发表《昆虫诞生实验》中进行的一系列实验，被认为是现代科学历史上的里程碑。这本书是否定亚里士多德自然发生说的第一步。那个时候，人们都认为腐肉会自发生成蛆。
他準備了六个罐子，分为两组，每组三个。在第一个实验中，每组的三个罐子分别放未知物体、死鱼、生牛肉。他将第一组的罐子上面放上了纱布，这样就只有空气可以接触表面了，而其他组表面接触空气。几天后，他看到在苍蝇可以接触的开放罐子的表面出现了蛆，但是在有纱布的罐子里就没有生蛆。在第二组实验里，三个罐子里面都有肉，一个没有盖着，另外两个分别用木塞和纱布盖着。苍蝇只能进入没有纱布的罐子，这个罐子生蛆了。在有纱布的的罐子上，蛆出现在了纱布上，但没有存活。
雷迪后面抓到蛆，等它们变成苍蝇。发现确实这么变了。当死苍蝇和死亡动物或牛肉放在密封的罐子里，没有生蛆，但是如果苍蝇活着就会有了。由于注意到感言思想家焦爾達諾·布魯諾和伽利略·伽利莱的不幸命运，雷迪在表达观点时十分谨慎，为了不与教会发生冲突，他引用《圣经》中的句子来解释，比如他有名的一句话“所有的生命都从生命而来”。